# Манукян Вазген Мікаелович
Вазген Мікаелович Манукян (вірм. Վազգեն Մանուկյան; нар. 13 лютого 1946) — вірменський політичний та державний діяч.

## Біографія
- 1962–1967 — Єреванський державний університет. Математик. Кандидат фізико-математичних наук, доцент.
- 1971–1972 — навчався в аспірантурі Сибірського відділення АН СРСР.
- 1972—1995 — викладав в альма-матер. Член комітету «Карабах».
- 1990–1991 — голова Ради міністрів Вірменської РСР.
- 1992–1993 — державний міністр, міністр оборони Вірменії.
- З 1993 — голова центру стратегічних досліджень Вірменії.
- 1990–1995 — депутат верховної ради Вірменської РСР. Член парламентської групи «Національні демократи».
- 1995—1999 — знову обраний депутатом парламенту. Керівник фракції НДС.
- 1999—2003 — депутат парламенту. Член постійної комісії з державно-правових питань. Керівник, а потім член фракції НДС.
- 2003—2007 — знову обраний депутатом. Член постійної комісії з питань науки, освіти, культури й молоді. Голова НДС.
- З 30 травня 2009 — голова Громадської ради Республіки Вірменія[1].